# Leni Hoffmann
Leni Hoffmann (* 14. März 1962 in Bad Pyrmont) ist eine deutsche Malerin und Bildhauerin. Sie fertigt Installationen und Interventionen.

## Leben
Leni Hoffmann studierte von 1982 bis 1987 an der Akademie der Bildenden Künste Nürnberg (Meisterschülerin von Georg Karl Pfahler). Im Jahr 1993 tätigte sie ein Research Fellowship an der University of New England in Australien. Hoffmann war im Jahr 1996 an der École Nationale des Beaux-Arts de Lyon, 1997 an der Akademie der Bildenden Künste Nürnberg, zwischen 1998 und 2000 an der Städelschule in Frankfurt am Main sowie von 2001 bis 2002 Gastprofessorin an der Staatlichen Akademie der Bildenden Künste Karlsruhe. Im Jahr 2002 wurde Leni Hoffmann als ordentliche Professorin an diese berufen.
Leni Hoffmann ist Mitglied im Deutschen Künstlerbund. Sie lebt in Düsseldorf und Nürnberg.

## Auszeichnung
- 1993/94: ars-viva-Preis
- 2003: Rompreis Villa Massimo, Rom
- 2007: Gabriele Münter Preis

## Ausstellungen

### Einzelausstellungen (Auswahl)
- 1990 Galerie Näke, Nürnberg, Knete für Alle
- 1990 ART Nürnberg 5, Messe
- 1992 Manna 42 in: Portikus, Frankfurt am Main
- 1993 Neuer Aachener Kunstverein
- 1994 Ausstellungsraum Thomas Taubert, Düsseldorf
- 1995 Musée d’art moderne de la Ville de Paris, migrateur; Art Space Sydney
- 1996 Künstlerhaus Bremen
- 1997 Overbeck Gesellschaft Bremen
- 1998 Canberra Contemporary Art Space, Canberra
- 1999 Kunstmuseum St. Gallen; Städtische Galerie im Lenbachhaus, München
- 2000 Southbank “Constructivism”, Brisbane
- 2001 Galerie Thomas Taubert, Düsseldorf
- 2002 Sprengel Museum Hannover; Palazzo delle Papesse, Siena
- 2004 Kunstverein Hannover
- 2009 Museum Ludwig, Köln, RGB

### Gruppenausstellungen (Auswahl)
- 1992 Musée d’art moderne de la Ville de Paris, Qui, quoi, ou?
- 1993 Staatliches Museum Schwerin, Ars Viva
- 1995 Kunstverein für die Rheinlande und Westfalen, Düsseldorf / Württembergischer Kunstverein, Stuttgart, Abenteuer der Malerei
- 1996 Kunstmuseum Bonn, Farbe Malerei der 90er Jahre
- 1997 Kunsthaus Bregenz, Kunst in der Stadt
- 1998 Secession Wien, Das Jahrhundert der künstlerischen Freiheit, Diözesanmuseum Freising, GeistesGegenwart
- 1999 L’Espace Concret de Mouans Sartou, L’Art au Sol
- 2001 Göttinger Kunstverein, Bahnhofsstraße, Skulptur als Feld
- 2003 Kunst- und Ausstellungshalle der Bundesrepublik Deutschland, Herbarium der Blicke[1]

## Buchveröffentlichungen
- als Hrsg.: Mohr und General. Erinnerungen an Marx und Engels. Berlin 1983.

## Berichte
- Burghart Schmidt: Leni Hoffmanns Fenster in den vier Jahreszeiten. In: Artist Kunstmagazin. Nr. 5, 1990, S. 6–9.